# Freddy dos Santos
Freddy dos Santos, född 2 oktober 1976 i Oslo, är en norsk fotbollsspelare och programledare.

## Biografi

### Barndom
Santos föddes i Oslo 1976 med en far från Kap Verde och en mor från Norge. Santos växte upp i Teisen, Oslo.
Det var i den lokala fotbollsklubben i Teisen Santos började spela fotboll som barn. Kort därefter bytte han lag till  Vålerenga Fotballs barnlag. Som trettonåring började han i stället spela för Skeid Fotball.

### Fotbollskarriären
Santos spelade i Norska juniorlandslaget i fotboll. Som vuxenspelare började Santos i Skeid Fotball 1994 till 1997 och spelade därefter i Molde Fotballklubb 1998 till 2000.
Huvuddelen av sin seniorkarriär spelade Santos för Vålerenga Fotball. Där spelade han 2001 till 2011.

### TV-karriär
Efter att Santos avslutat sin professionella fotbollskarriär verkade han som expertkommentator i TV, innan han 2012 tog över programledaruppdraget för Fotballkveld i TV 2. Santos var även programledare för de två säsongerna av The Amazing Race Norge 2012 och 2013 på samma TV-kanal.